# Siandou Fofana
Siandou Fofana est un homme politique ivoirien originaire d’Agnibilekrou, dans l’est de la Côte d’Ivoire.
Il est l’actuel ministre du Tourisme de la république de Côte d’Ivoire.

## Biographie

### Etudes et formations
Ayant fait ses études à Daoukro et en France, Siandou Fofana est titulaire d’un doctorat en finance internationale et un 3e cycle en ingénierie d’affaires et négoce international à l’Institut supérieur de commerce de Paris. Il est aussi détenteur d’un diplôme d’études financières et comptables obtenu à l’Institut national des techniques économiques et comptables de Paris.

### Expériences professionnelles
Siandou Fofana comptabilise plusieurs années d’expériences dans les domaines du développement des infrastructures routières. De 2005 à 2007, il est conseiller financier de la Société d’exploitation et de développement aéroportuaire, aéronautique et météorologique (SODEXAM) avant d’en devenir le directeur des projets et du développement de 2007 à 2008. Il occupe ensuite le poste de directeur administratif et financier du Fonds d’entretien routier (FER) de 2008 à 2009, puis en devient en septembre 2009 le directeur general. De 2012 à 2015, il préside l’Association des fonds d’entretien routier africains (AFERA) et en occupe actuellement le poste de 1er vice-président. De même, il a été vice-président du conseil d’administration de la Caisse d’épargne et de crédit agricole chargé du crédit, du contrôle de gestion et de l’audit à Abidjan. Anciennement membre du comité d’études et d’analyse du projet de la zone d’activités et de ville aéroportuaires auprès du ministre des infrastructures économiques, Siandou Fofana est depuis 2017 jusqu’à ce jour, ministre du Tourisme, ministre du Tourisme et des loisirs puis de nouveau ministre du Tourisme de Côte d’Ivoire,.
Au sein de l’Organisation mondiale du tourisme (OMT), Siandou Fofana est d’abord élu en 2019 au conseil exécutif de l’institution avant d’occuper la fonction de président de la commission de validation des membres affiliés en 2020. En septembre 2021, il devient président du comité exécutif de la section africaine de l’OMT.

### Militantisme politique
Anciennement membre du bureau politique du Parti démocratique de Côte d’Ivoire (PDCI-RDA) et occupant le poste de secrétaire exécutif chargé du développement, de l’innovation et vie du parti, Siandou Fofana rejoint le Rassemblement des Houphouëtistes pour la démocratie et la paix (RHDP) en juillet 2018,. Il est depuis, le coordonnateur régional dudit parti de la commune de Port-Bouët,.

## Distinctions
- Grand prix du Gala des «Ambassadeurs du social» en 2021[11]